# فرایند ۲۸ نانومتر
فرایند لیتوگرافی «۲۸ نانومتر» یک فرایند ساخت نیم‌رسانا نیم‌گره است که بر اساس شِکَنج دای فرایند لیتوگرافی «۳۲ نانومتر» است. در سال ۲۰۱۰ در تولید ظاهر شد
حداقل از سال ۱۹۹۷، «گره‌های فرایند» صرفاً بر اساس بازاریابی نامگذاری شده‌اند و هیچ ارتباطی با ابعاد مدار مجتمع ندارند. هیچ‌کدام از طول گیت، گام فلز یا گام گیت در افزاره «۲۸ نانومتری» بیست و هشت نانومتر نیستند.
شرکت تولید نیم‌رسانای تایوان تولید «۲۸ نانومتر» را با استفاده از فناوری فرایند گیت فلزی با کاپای بالا ارائه کرده است.
گلوبال‌فوندریز یک فرایند ریخته‌گری "۲۸ نانومتری" به نام فرایند ریخته‌گری "۲۸اس‌ال‌پی‌ئی" ("۲۸ نانومتر توان فوق العاده کم") ارائه می‌دهد که از فناوری کیت فلزی با کاپای بالا استفاده می‌کند.

## طراحی
«۲۸ نانومتر» به دو برابر تعداد قوانین طراحی برای اطمینان از قابلیت اطمینان در ساخت «۸۰نانومتر» نیاز دارد.

## افزاره‌های ارسال شده
رادون اچ‌دی ۷۹۷۰ ای‌دی‌ام از یک واحد پردازش گرافیکی استفاده می‌کند که با استفاده از فرایند ۲۸ نانومتری ساخته شده است.
برخی از مدل‌های پی‌اس۳ از تراشه «ریالیتی سینتی‌سایزر» آراس‌ایکس استفاده می‌کنند که با استفاده از فرایند «۲۸ نانومتری» ساخته شده است.
اف‌پی‌جیی‌ای‌های تولید شده با فناوری فرایند «۲۸ نانومتر» شامل مدل‌هایی از زیلینکس ورتکس-۷ اف‌پی‌جیی‌ای و آلترا سایکلون V اف‌پی‌جیی‌ای می‌باشد.